# Ploceidae
Ploceidae es una familia de aves perteneciente al orden paseriformes. La mayoría de sus miembros son denominados comúnmente tejedores, y la mayor parte viven en el África subsahariana, aunque algunas especies habitan en Asia tropical y Australia. 

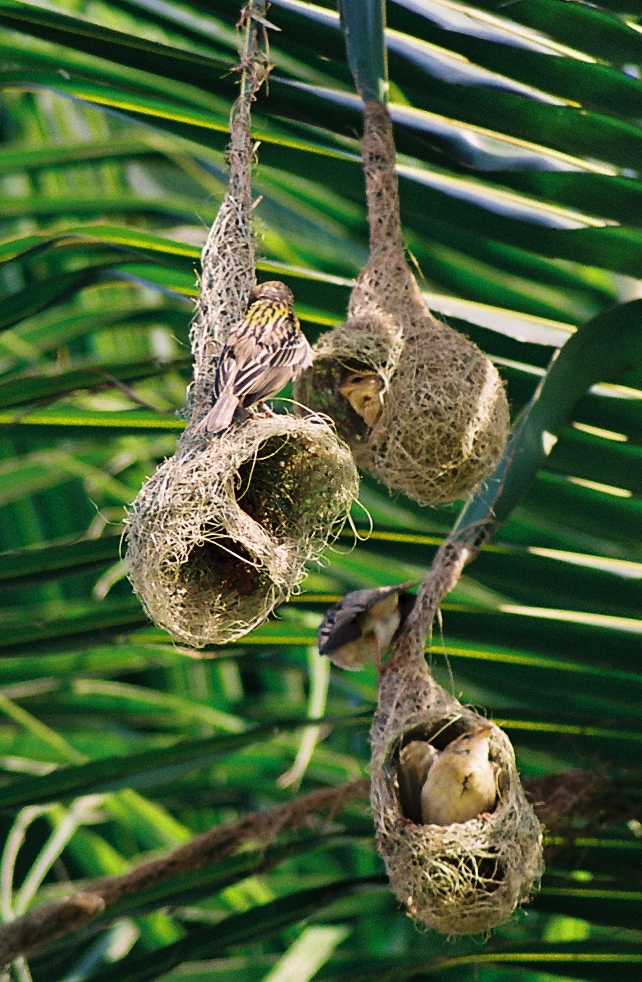
Tejedores baya y sus nidos.

Son pájaros comedores de semillas con robustos picos cónicos. Los tejedores deben su nombre a sus nidos elaboradamente entretejidos (el más elaborado que el de ninguna otra ave). El nido varía en tamaño, forma, material usado y técnicas de construcción de una especie a otra. Los materiales usados para su construcción incluyen fibras finas de hojas, hierba y ramitas. Muchas especies tejen nidos muy finos usando hebras finas de fibras de hojas, aunque algunas, como los bufaleros, forman nidos pegados desordenadamente de forma masiva en sus colonias, las cuales tienen dentro varios nidos esféricos tejidos. Los tejedores gorrión africanos construyen nidos de apartamentos, en los cuales 100 o 300 parejas tienen su propia cámara en forma de frasco con entrada tubular al fondo. La mayoría de las especies tejen nidos que tienen entradas estrechas, que se dirigen hacia abajo. Los tejedores son pájaros gregarios que a menudo crían en colonias. Construyen sus nidos juntos, a menudo varios en una rama. Usualmente los machos tejen el nido y lo usan como una forma de exhibición para seducir las hembras prospectivas. Las colonias pueden ser encontradas cerca de cuerpos de agua. A menudo son causantes de daños a la agricultura, notoriamente Quelea quelea, con reputación de ser el ave más numerosa del mundo.
Suelen mostrar un gran dimorfismo sexual. Los machos de muchas especies son de coloraciones intensas, comúnmente en rojo o amarillo y negro, mientras que las hembras son de coloraciones más apagadas. Algunas especies muestran esta diferencia de coloración solo en la temporada reproductiva. 

## Lista de especies en orden taxonómico

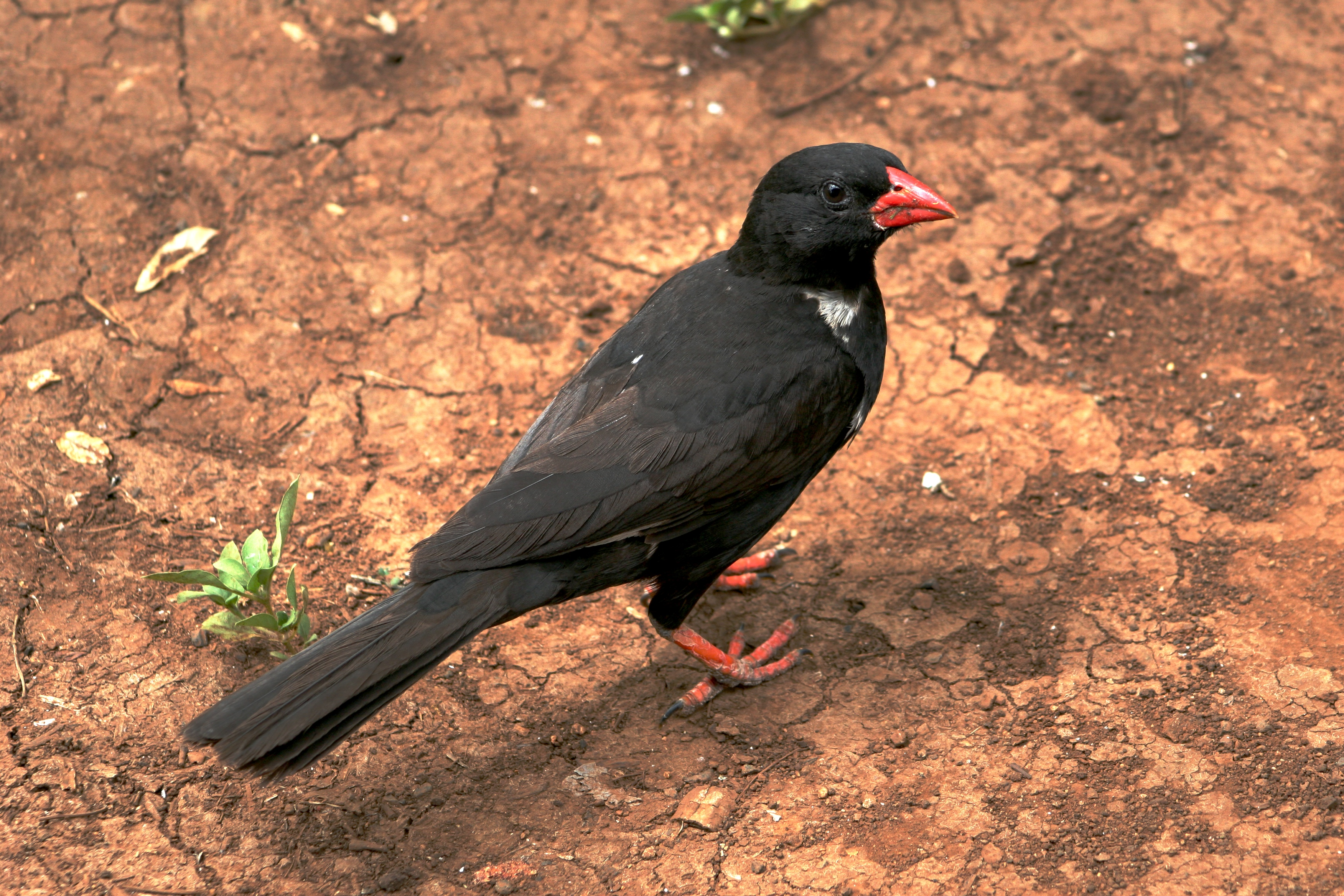
Bubalornis.

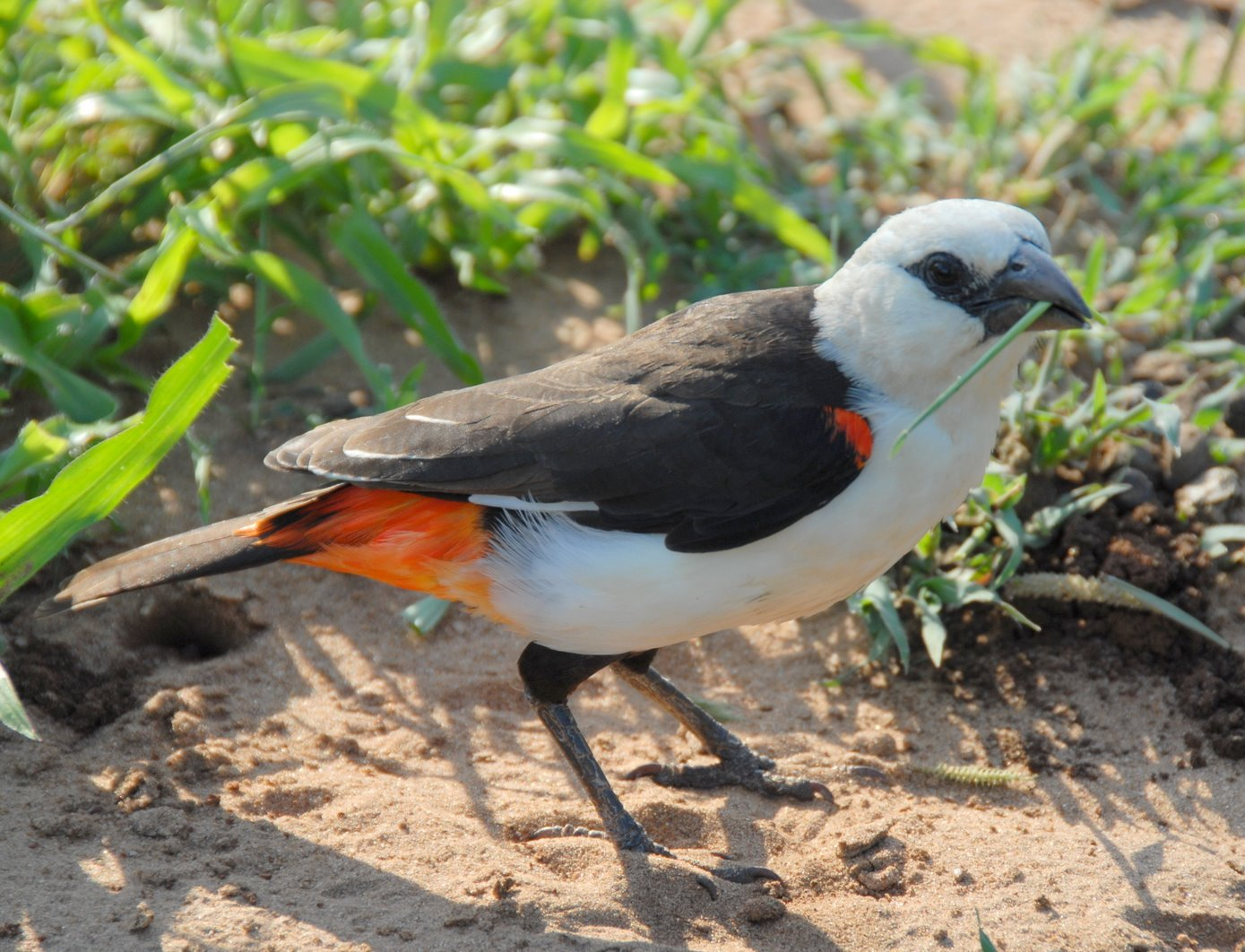
Dinemellia.

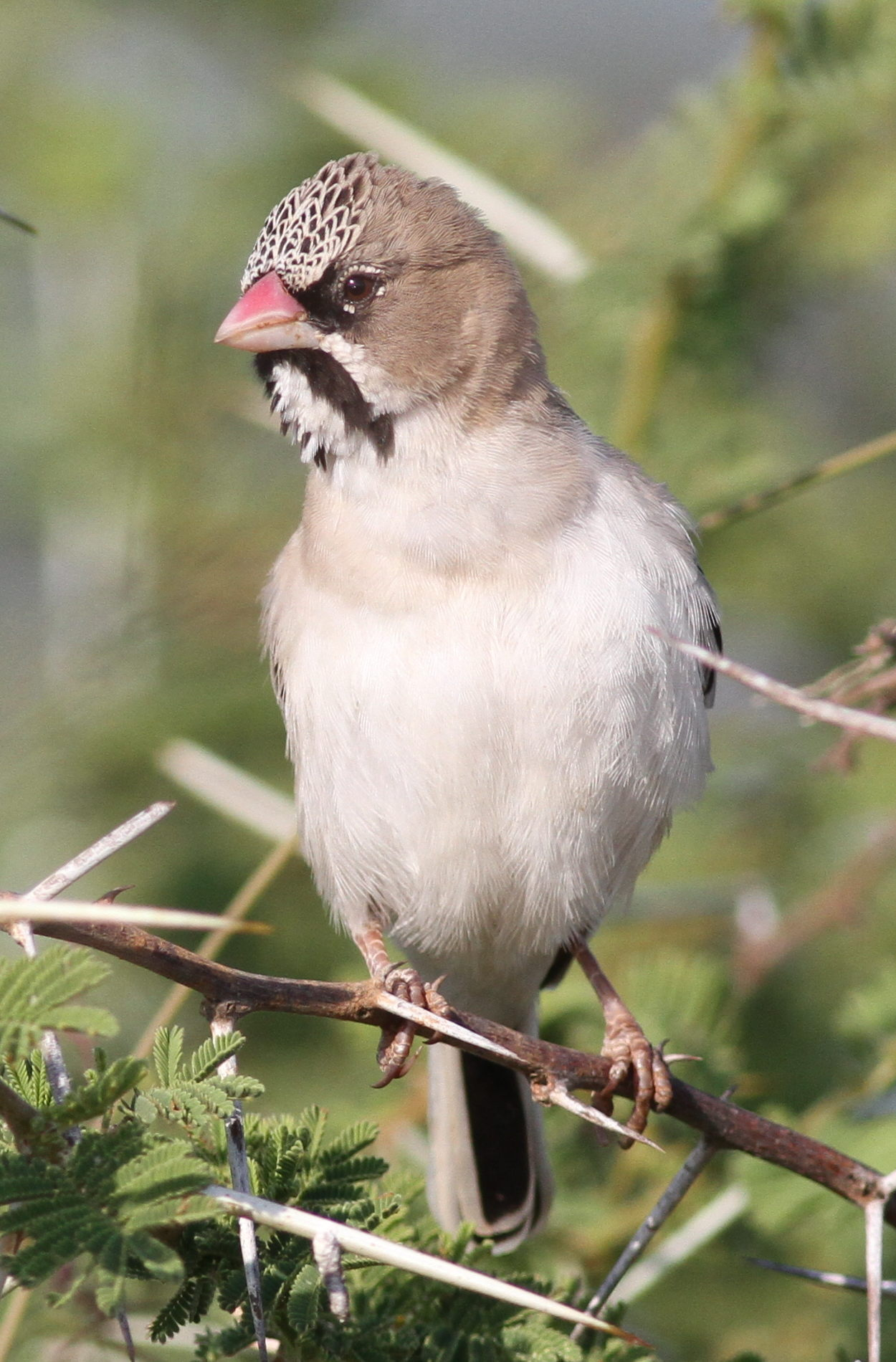
Sporopipes.

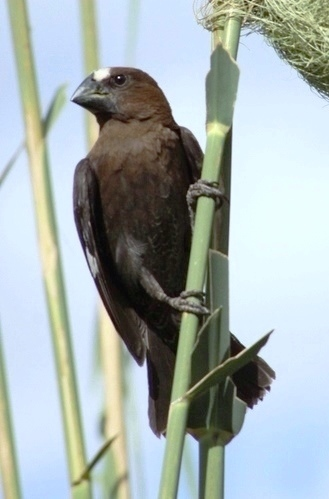
Amblyospiza.

La familia se compone de 109 especies distribuidas en 10 géneros:
- Género Bubalornis
  - Bubalornis albirostris - bufalero pigualdo;
  - Bubalornis niger - bufalero piquirrojo;

- Género Dinemellia
  - Dinemellia dinemelli - bufalero cabeciblanco;

- Género Sporopipes
  - Sporopipes frontalis - tejedorcito frontal;
  - Sporopipes squamifrons - tejedorcito escamoso;

- Género Amblyospiza
  - Amblyospiza albifrons - tejedor picogordo;

- Género Ploceus

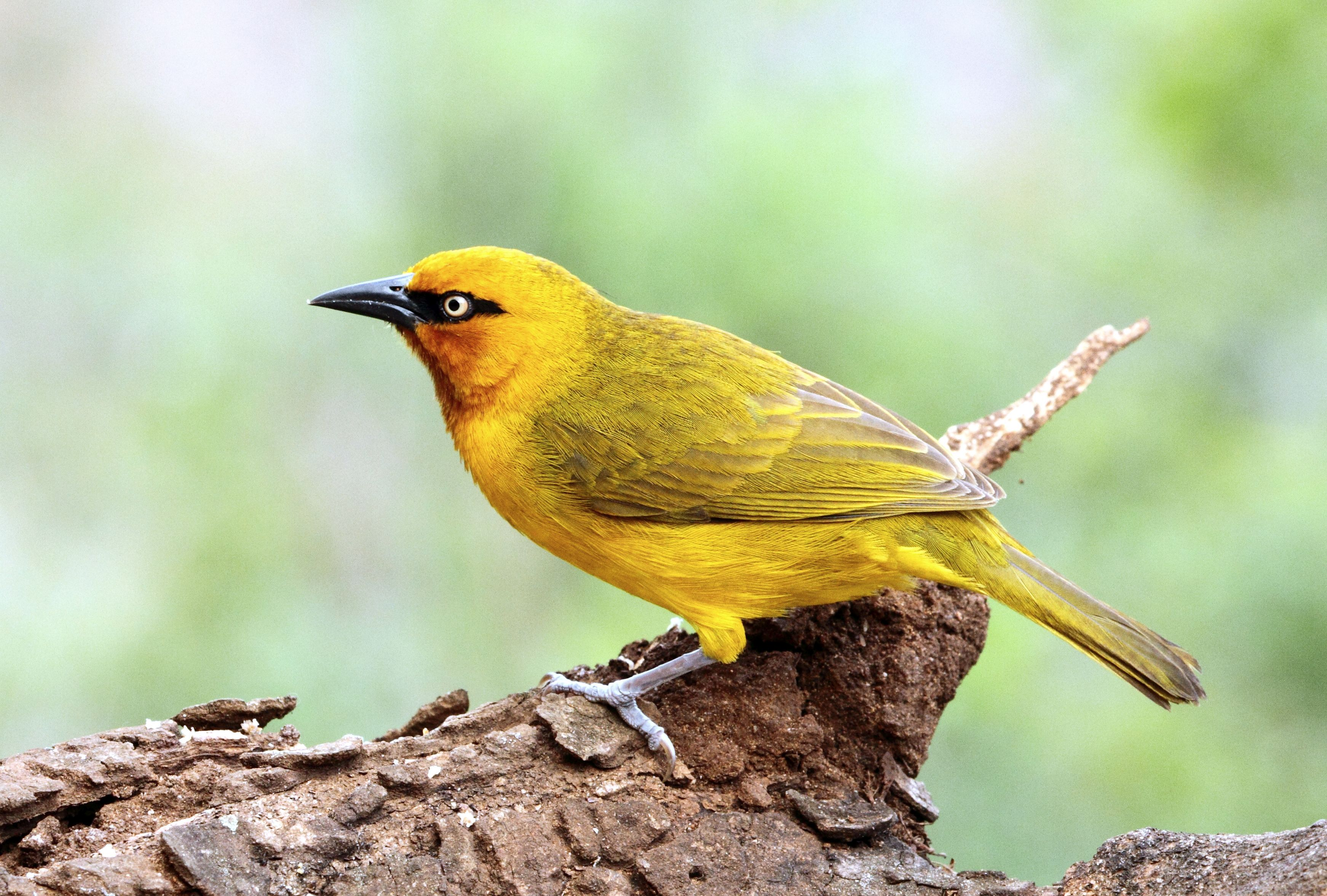
Ploceus.

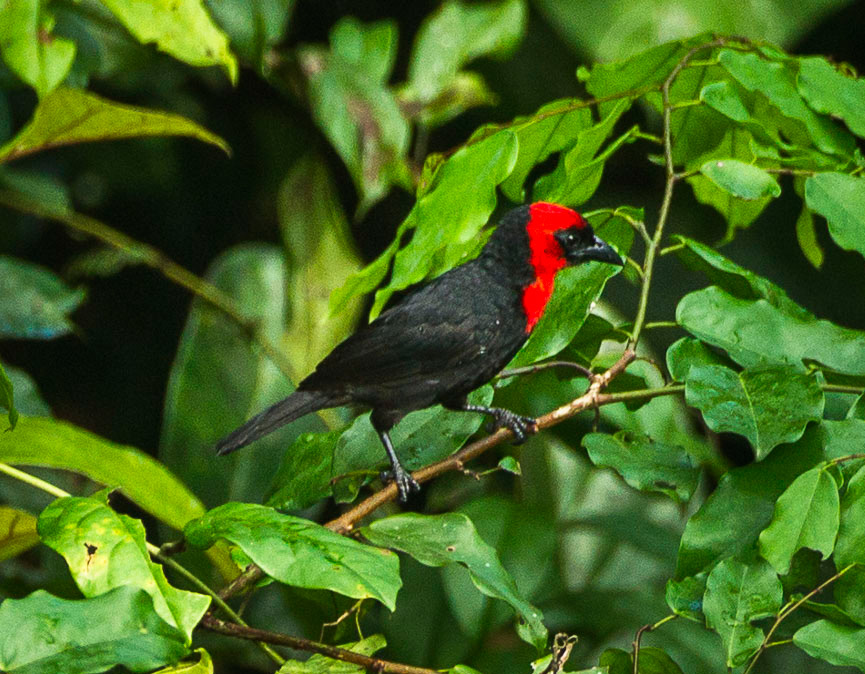
Malimbus.

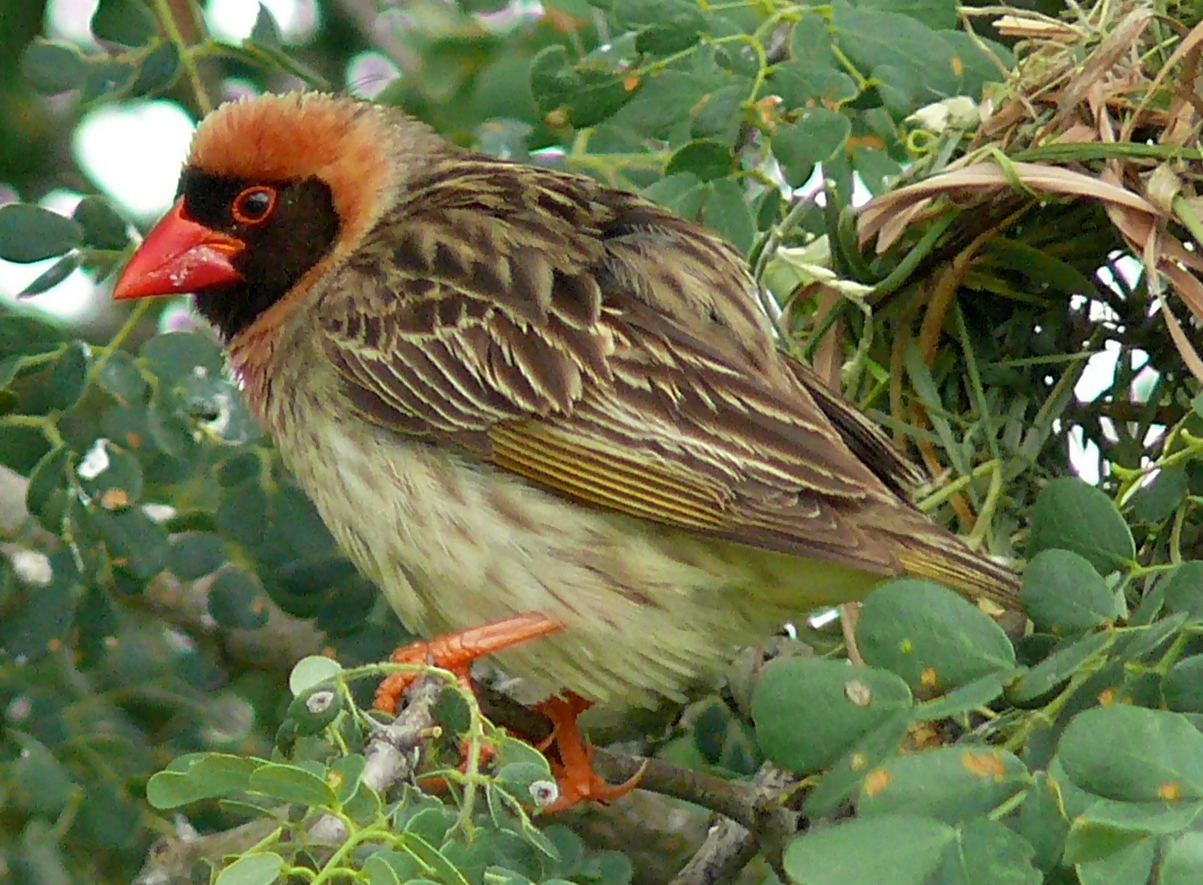
Quelea.

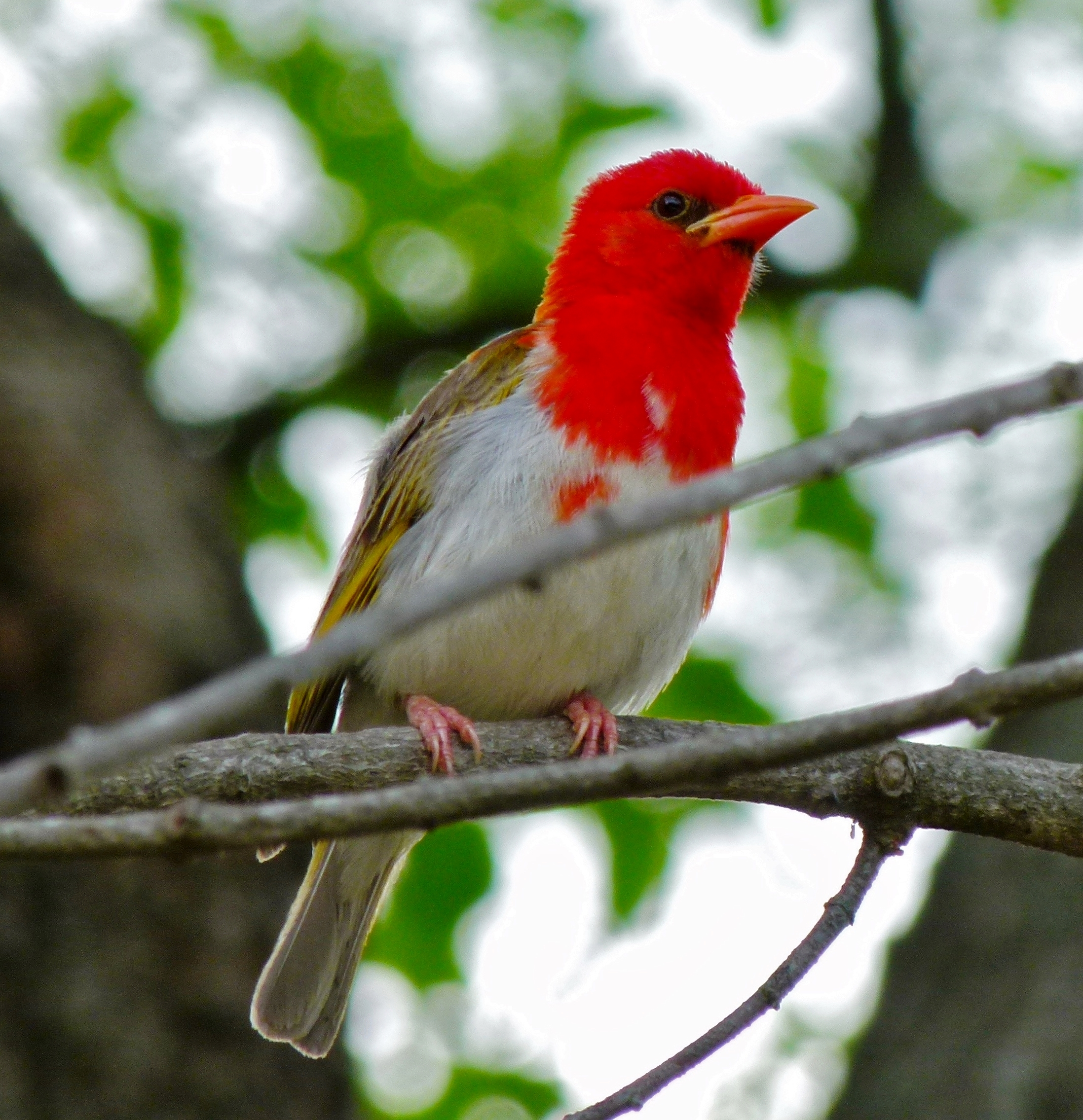
Anaplectes.

- - Ploceus baglafecht - tejedor de Baglafecht;
  - Ploceus bannermani - tejedor de Bannerman;
  - Ploceus batesi - tejedor de Bates;
  - Ploceus nigrimentus - tejedor gorjinegro;
  - Ploceus bertrandi - tejedor de Malawi;
  - Ploceus pelzelni - tejedor de Pelzeln;
  - Ploceus subpersonatus - tejedor de Loango;
  - Ploceus luteolus - tejedor chico;
  - Ploceus ocularis - tejedor de anteojos;
  - Ploceus nigricollis - tejedor cuellinegro;
  - Ploceus alienus - tejedor extraño;
  - Ploceus melanogaster - tejedor piquinegro;
  - Ploceus capensis - tejedor de El Cabo;
  - Ploceus temporalis - tejedor de Bocage;
  - Ploceus subaureus - tejedor dorado africano;
  - Ploceus xanthops - tejedor azafranado;
  - Ploceus aurantius - tejedor anaranjado;
  - Ploceus heuglini - tejedor de Heuglin;
  - Ploceus bojeri - tejedor palmero;
  - Ploceus castaneiceps - tejedor taveta;
  - Ploceus princeps - tejedor de Príncipe;
  - Ploceus castanops - tejedor gorjipardo norteño;
  - Ploceus xanthopterus - tejedor gorjipardo sureño;
  - Ploceus burnieri - tejedor de Kilombero;
  - Ploceus galbula - tejedor de Rüppell;
  - Ploceus taeniopterus - tejedor del Nilo;
  - Ploceus intermedius - tejedor intermedio;
  - Ploceus velatus - tejedor enmascarado;
  - Ploceus katangae - tejedor de Katanga;
  - Ploceus ruweti - tejedor de Ruwet;
  - Ploceus reichardi - tejedor de Reichard;
  - Ploceus vitellinus - tejedor vitelino;
  - Ploceus spekei - tejedor de Speke;
  - Ploceus spekeoides - tejedor de Fox;
  - Ploceus cucullatus - tejedor común;
  - Ploceus grandis - tejedor grande;
  - Ploceus nigerrimus - tejedor de Vieillot;
  - Ploceus weynsi - tejedor de Weyns;
  - Ploceus golandi - tejedor de Clarke;
  - Ploceus dichrocephalus - tejedor de Salvadori;
  - Ploceus melanocephalus - tejedor cabecinegro;
  - Ploceus jacksoni - tejedor de Jackson;
  - Ploceus badius - tejedor canela;
  - Ploceus rubiginosus - tejedor castaño;
  - Ploceus aureonucha - tejedor nuquigualdo;
  - Ploceus tricolor - tejedor tricolor;
  - Ploceus albinucha - tejedor de Maxwell;
  - Ploceus nelicourvi - tejedor malgache;
  - Ploceus sakalava - tejedor sakalava;
  - Ploceus hypoxanthus - tejedor dorado asiático;
  - Ploceus superciliosus - tejedor piquigrueso;
  - Ploceus benghalensis - tejedor bengalí;
  - Ploceus manyar - tejedor estriado;
  - Ploceus philippinus - tejedor baya;
  - Ploceus megarhynchus - tejedor de Finn;
  - Ploceus bicolor - tejedor bicolor;
  - Ploceus preussi - tejedor de Preuss;
  - Ploceus dorsomaculatus - tejedor dorsipinto;
  - Ploceus olivaceiceps - tejedor cabeciverde;
  - Ploceus nicolli - tejedor de los Usambara;
  - Ploceus insignis - tejedor insigne;
  - Ploceus angolensis - tejedor alibarrado;
  - Ploceus sanctithomae - tejedor de Santo Tomé;
  - Ploceus flavipes - tejedor patigualdo;

- Género Malimbus
  - Malimbus coronatus - malimbo coronado;
  - Malimbus cassini - malimbo de Cassin;
  - Malimbus ballmanni - malimbo de gola;
  - Malimbus racheliae - malimbo de Rachel;
  - Malimbus scutatus - malimbo culirrojo;
  - Malimbus ibadanensis - malimbo de Ibadán;
  - Malimbus erythrogaster - malimbo ventrirrojo;
  - Malimbus nitens - malimbo piquiazul;
  - Malimbus malimbicus - malimbo crestado;
  - Malimbus rubricollis - malimbo cabecirrojo;

- Género Anaplectes

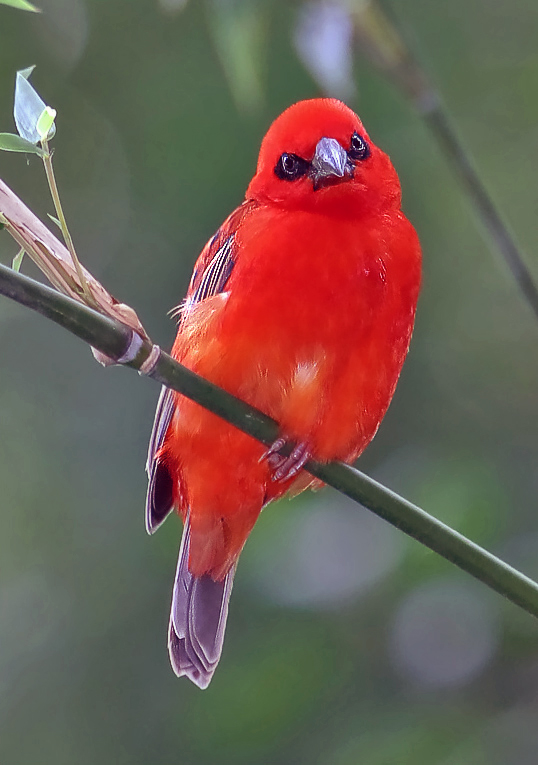
Foudia.

  - Anaplectes rubriceps - tejedor cabecirrojo;

- Género Quelea

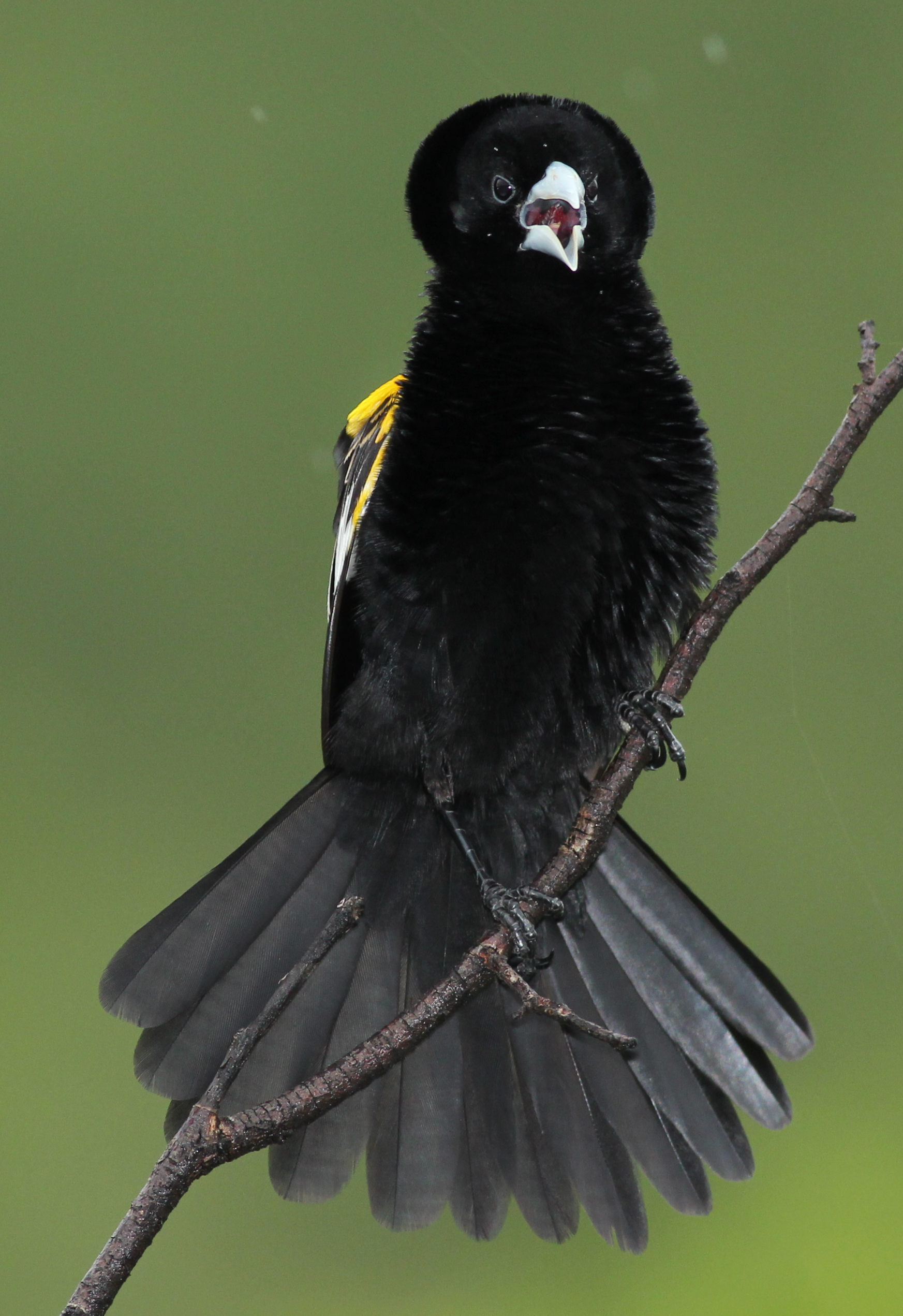
Euplectes.

  - Quelea cardinalis - quelea cardenal;
  - Quelea erythrops - quelea cabecirrojo;
  - Quelea quelea - quelea común;

- Género Foudia
  - Foudia madagascariensis - fodi rojo;
  - Foudia eminentissima - fodia de las Comoras;
  - Foudia omissa - fodia forestal;
  - Foudia rubra - fodi de Mauricio;
  - Foudia sechellarum - fodia de Seychelles;
  - Foudia flavicans - fodi de Rodrigues;

- Género Brachycope
  - Brachycope anomala - tejedor anómalo;

- Género Euplectes
  - Euplectes afer - obispo coronigualdo;
  - Euplectes diadematus - obispo diademado;
  - Euplectes gierowii - obispo negro;
  - Euplectes hordeaceus - obispo alinegro;
  - Euplectes franciscanus - obispo anaranjado;
  - Euplectes orix - obispo rojo;
  - Euplectes nigroventris - obispo de Zanzíbar;
  - Euplectes aureus - obispo dorado;
  - Euplectes capensis - obispo culigualdo;
  - Euplectes axillaris - obispo de abanico;
  - Euplectes macroura - obispo dorsiamarillo;
  - Euplectes albonotatus - obispo aliblanco;
  - Euplectes ardens - obispo acollarado;
  - Euplectes hartlaubi - obispo marismeño;
  - Euplectes psammocromius - obispo montano;
  - Euplectes progne - obispo colilargo;
  - Euplectes jacksoni - obispo de Jackson.